# Віолентій Дмитро Олегович
Дмитро Олегович Віолентій (народився 23 вересня 1987 у м. Самарі, СРСР) — білоруський хокеїст, нападник. 
Виступав за «Динамо-2» (Мінськ), ХК «Гомель», ХК «Брест», ХК «Могильов», ХК «Ліда».
У складі молодіжної збірної Білорусі учасник чемпіонату світу 2007.